# Altrincham
Altrincham is een plaats in het district Trafford, in het Engelse graafschap Greater Manchester. De plaats telt 67.061 inwoners.

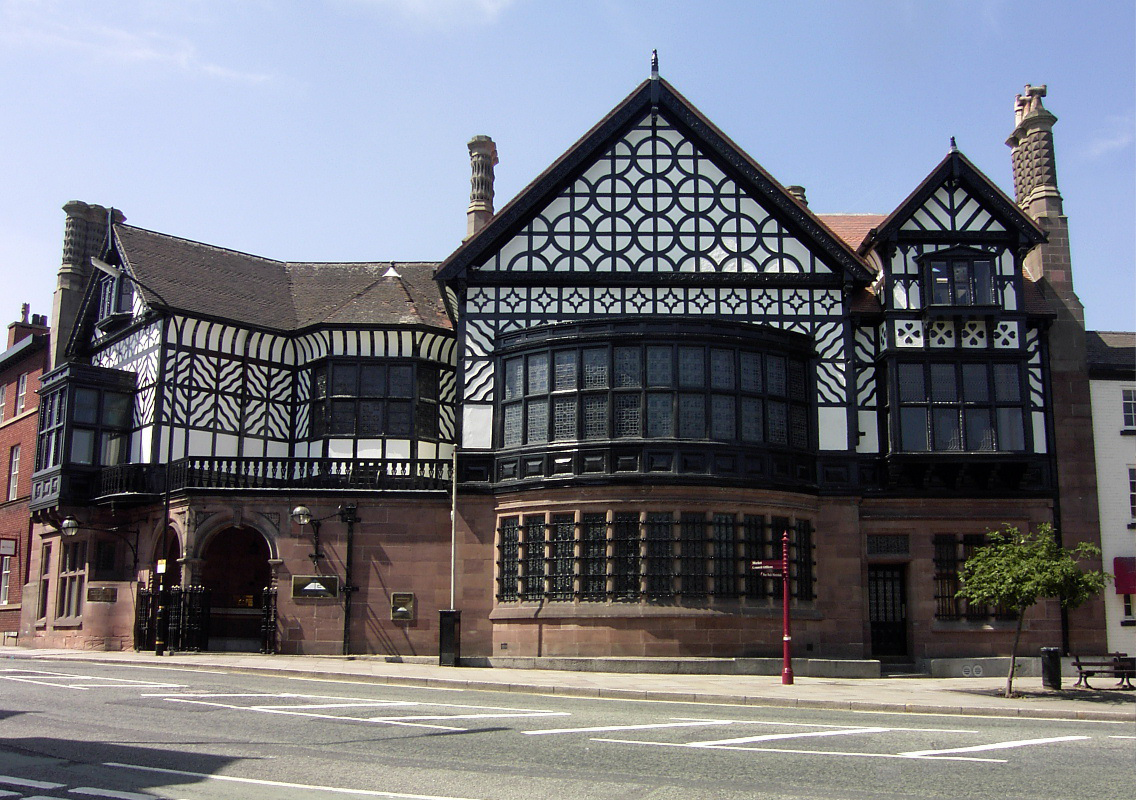
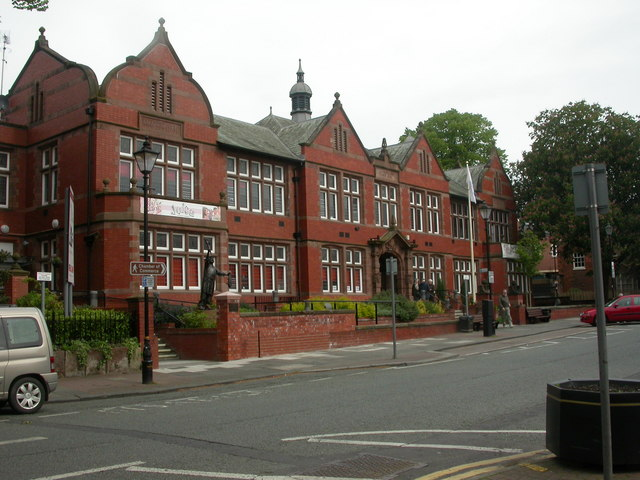
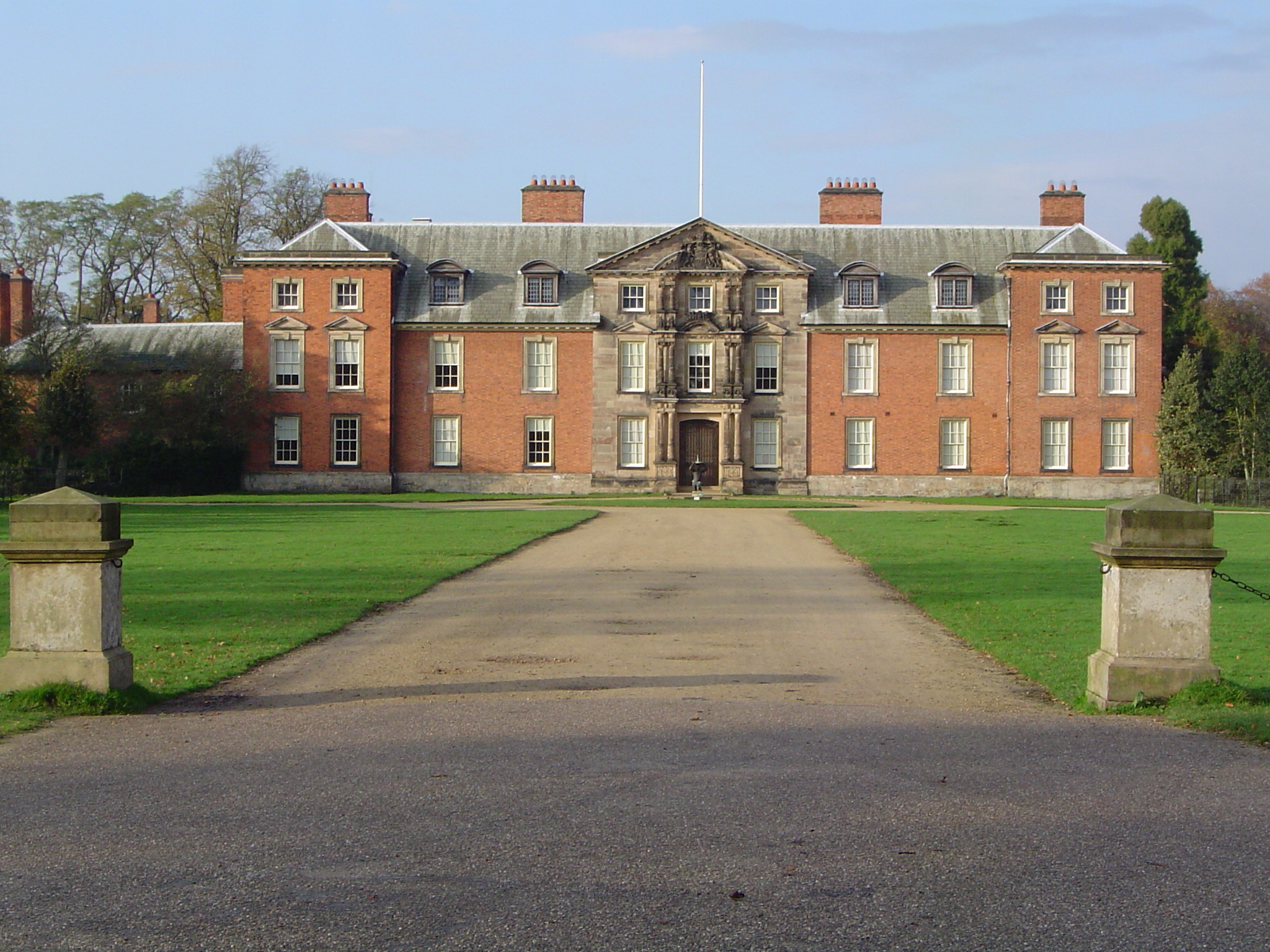
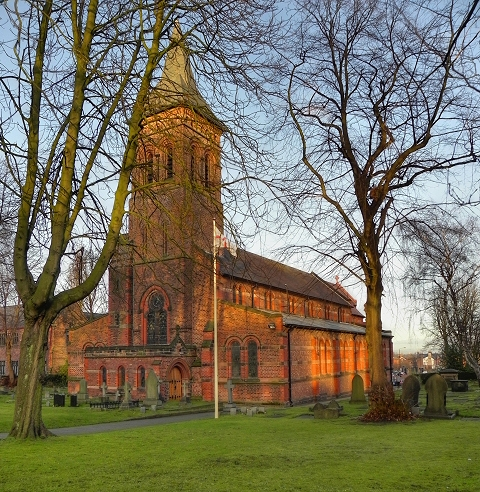
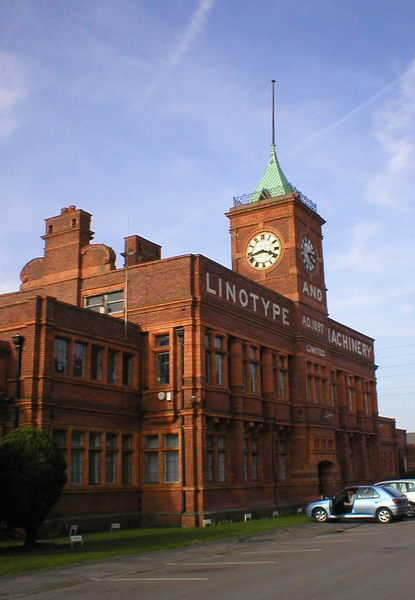
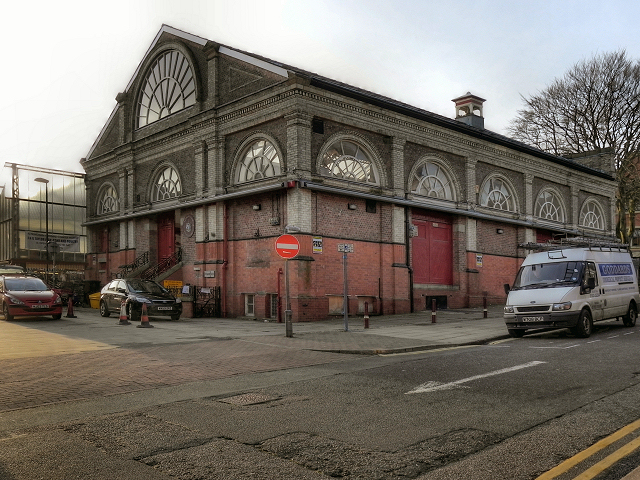